# Grupo Skena
Skena es un grupo teatral venezolano fundado el 13 de octubre de 1979 en el sótano del Colegio Champagnat de la ciudad de Caracas por Roberto Gutiérrez y Antonio Martínez, dos exalumnos del colegio. Gutiérrez y Martínez contaban, además, con el apoyo de otros dos exalumnos, Paolo Ádamo y Roberto Fígoli quienes, a su vez, convocaron a otros jóvenes estudiantes. Ese día, por votación, se eligió el nombre Skena para el grupo.
Desde su fundación, Skena ha tenido una directiva rotativa y colectiva. Ha realizado alrededor de 130 montajes teatrales -entre profesionales y estudiantiles- de textos clásicos y contemporáneos, así como de obras comerciales y experimentales.

## Equipo de trabajo
Skena no cuenta con un elenco fijo: los mismos integrantes son actores, actrices y personal técnico. Sus montajes se realizan con todas aquellas personas que estén dispuestas para ello, desde alumnos de sus múltiples talleres, hasta actores y actrices profesionales.

## Espacios de formación

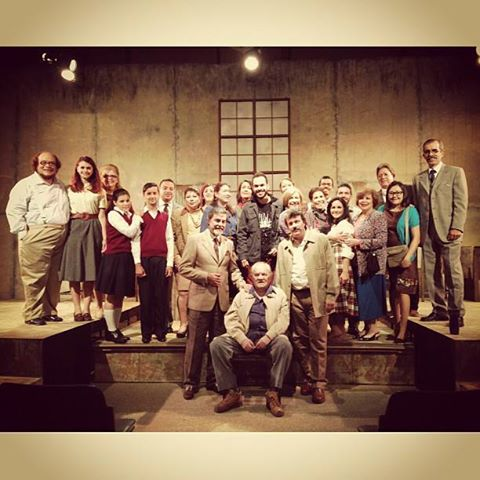

Skena se ha caracterizado por ser un espacio de formación teatral para niños, jóvenes y adultos: dispone del sótano del Colegio Champagnat como espacio de ensayo y de trabajo para los talleres. También ha tenido talleres de formación en diversos colegios como el Mater Salvatoris, Santa Rosa de Lima, La Concepción Terrazas, Madre Matilde y Universidad Monteávila. De igual forma, ha dictado talleres en espacios culturales como Trasnocho Cultural, Ateneo de Caracas,  el Teatro Municipal de Chacao y Teatrex de El Bosque, en la ciudad de Caracas. Además, desde el año 2020, han ofrecido también talleres de formación en línea.

## Obras

### Trabajos del grupo
| Obra                                                        | Autor/a                                                      | Director/a                       | Año  | Detalle |
| ----------------------------------------------------------- | ------------------------------------------------------------ | -------------------------------- | ---- | --- |
| Noche de Reyes                                              | William Shakespeare                                          | Basilio Álvarez                  | 1996 | Coproducción con la Compañía Nacional de Teatro de Venezuela                                                                                             |
| Alesio                                                      | Ignacio García May                                           | Basilio Álvarez                  | 1998 | |
| El Contrabajo                                               | Patrick Süskind                                              | Basilio Álvarez                  | 1998 | Premio Marco Antonio Ettedgui de Teatro para Giovanni Reali                                                                                              |
| La Última Pirueta                                           | José Luis Alonso de Santos                                   | Basilio Álvarez                  | 1999 | Premio municipal de Teatro mención “Mejor escenografía” para Carlos Agell                                                                                |
| Besos para la Bella Durmiente                               | José Luis Alonso de Santos                                   | Basilio Álvarez                  | 2000 | -Premio Municipal de Teatro al Mejor Montaje Infantil -Premios TIN (Teatro Infantil Nacional) a la Mejor Dirección, Mejor Vestuario y Mejor Escenografía |
| El Gran Rescate                                             | Basilio Álvarez                                              | Basilio Álvarez                  | 2001 | Premios TIN (Teatro Infantil Nacional) a la Mejor Dirección, Mejor Escenografía, Mejor Iluminación y Mejor Actor Característico                          |
| Huellas de Fidelidad                                        | Basilio Álvarez                                              | Basilio Álvarez                  | 2001 | |
| En la Ardiente Oscuridad                                    | Buero Vallejo                                                | Basilio Álvarez                  | 2002 | |
| La Verdadera y Singular Historia de la Princesa y el Dragón | José Luis Alonso de Santos                                   | Basilio Álvarez                  | 2002 | Premio Municipal de Teatro al Mejor Montaje Infantil. |
| Los mosqueteros del Rey                                     | Manuel González Gil                                          | Diego Moyano                     | 2004 | |
| Pequeños Fantasmas                                          | Manuel González Gil y Oswaldo Santoro                        | Basilio Álvarez                  | 2004 | |
| El Traje Nuevo del Emperador                                | Hans Christian Andersen - Versión de Basilio Álvarez         | Basilio Álvarez                  | 2005 | |
| La conquista del Polo Sur                                   | Manfred Karge                                                | Basilio Álvarez                  | 2007 | |
| Belinda lava lindo                                          | María Inés Falconi                                           | Basilio Álvarez                  | 2007 | |
| Sueño de Una Noche de Verano                                | William Shakespeare                                          | Basilio Álvarez                  | 2007 | |
| ¡Ay, Carmela!                                               | José Sanchís Sinisterra                                      | Armando Álvarez Esáa             | 2008 | |
| La pareja dispareja                                         | Neil Simon                                                   | Armando Álvarez Esáa             | 2009 | |
| Tania en Pelota                                             | Mari Montes                                                  | Basilio Álvarez                  | 2009 | Coproducción con Talento Femenino Producciones |
| Jack y las habichuelas mágicas                              | Hans Christian Andersen - Versión de Basilio Álvarez         | Basilio Álvarez                  | 2010 | |
| La Ola                                                      | Dennys Gansel y Peter Thorwarth - Versión de Basilio Álvarez | Armando Álvarez Esáa             | 2010 | |
| El Cerco de Leningrado                                      | José Sanchís Sinisterra                                      | Basilio Álvarez                  | 2011 | |
| El Cavernícola                                              | Rob Becker                                                   | Basilio Álvarez                  | 2011 | |
| La leyenda de Robin Hood                                    | Mauricio Kartún                                              | Armando Álvarez Esáa             | 2011 | |
| Popeye - El Musical Infantil                                | Versión de Basilio Álvarez                                   | Basilio Álvarez - Daniel Dannery | 2012 | |
| Hamlet                                                      | William Shakespeare -Versión de Ugo Ulive                    | Armando Álvarez Esáa             | 2012 | |
| Enemigo del Pueblo                                          | Henrik Ibsen - Versión de Ugo Ulive                          | Armando Álvarez Esáa             | 2015 | |
| El Mago de Oz                                               | Frank Baum - Versión de Basilio Álvarez                      | Armando Álvarez Esáa             | 2013 | |
| Ha Llegado un Inspector                                     | J.B. Priestley - Versión de Ugo Ulive                        | Basilio Álvarez                  | 2014 | |
| El Sereno Secreto                                           | Lissy García                                                 | Lissy García                     | 2014 | |
| El Crédito                                                  | Jordi Galcerán                                               | Armando Álvarez Esáa             | 2015 | |
| El Traje Nuevo del Emperador                                | Basilio Álvarez basado en cuentos de Hans Christian Andersen | Daniel Dannery                   | 2016 | |
| Rojo                                                        | John Logan                                                   | Daniel Dannery                   | 2017 | |
| I.D.I.O.T.A.                                                | Jordi Casanovas                                              | Daniel Dannery                   | 2018 | |
| Flores arrancadas a la niebla                               | Arístides Vargas                                             | Daniel Dannery                   | 2018 | |
| El pequeño Poni                                             | Paco Bezerra                                                 | Daniel Dannery                   | 2018 | |
| Kassandra                                                   | Sergio Blanco                                                | Daniel Dannery                   | 2019 | |
| El Tratamiento                                              | Pablo Remón                                                  | Armando Álvarez Esáa             | 2019 | |
| Bajo Terapia                                                | Matías del Federico                                          | Armando Álvarez Esáa             | 2019 | |

### Trabajos de taller
| Obra                                      | Autor/a                                                          | Director                                     | Año  | Institución                                                        | Reconocimientos |
| ----------------------------------------- | ---------------------------------------------------------------- | -------------------------------------------- | ---- | ------------------------------------------------------------------ | --- |
| Farsa Docente                             | Azorín                                                           | Antonio Martínez                             | 1980 | Colegio Champagnat de Caracas                                      | |
| Cuando estamos casados                    | J. B. Priestley                                                  | Antonio Martínez - Roberto Gutiérrez         | 1981 | Colegio Champagnat de Caracas                                      | |
| Homenaje a Aquiles Nazoa                  | Aquiles Nazoa                                                    | Roberto Gutiérrez                            | 1982 | Colegio Champagnat de Caracas                                      | |
| El cristo de las violetas                 | Andrés Eloy Blanco                                               | Roberto Gutiérrez                            | 1982 | Colegio Champagnat de Caracas                                      | |
| Los habitantes de la casa deshabitada     | Enrique Jardiel Poncela                                          | Basilio Álvarez                              | 1983 | Colegio Champagnat de Caracas                                      | |
| Pic-nic en el campo de batalla            | Fernando Arrabal                                                 | Juan Carlos Ogando                           | 1983 | Colegio Champagnat de Caracas                                      | |
| Prohibido suicidarse en Primavera         | Alejandro Casona                                                 | Basilio Álvarez - Juan Carlos Ogando         | 1984 | Colegio Champagnat de Caracas                                      | |
| Noches de Insomnio                        | Basilio Álvarez                                                  | Basilio Álvarez - Juan Carlos Ogando         | 1984 | Colegio Champagnat de Caracas                                      | |
| Un cuento de Navidad                      | Charles Dickens                                                  | Roberto Gutiérrez                            | 1984 | Colegio Champagnat de Caracas                                      | |
| La Cantante Calva                         | Eugène Ionesco                                                   | Basilio Álvarez - Juan Carlos Ogando         | 1985 | Colegio Champagnat de Caracas                                      | |
| Usted puede ser un asesino                | Alfonso Paso                                                     | Basilio Álvarez - Juan Carlos Ogando         | 1985 | Colegio Champagnat de Caracas                                      | |
| Farsa y Justicia del Corregidor           | Alejandro Casona                                                 | Basilio Álvarez - Juan Carlos Ogando         | 1986 | Colegio Champagnat de Caracas                                      | |
| Fábula del Secreto bien guardado          | Alejandro Casona                                                 | Basilio Álvarez - Juan Carlos Ogando         | 1986 | Colegio Champagnat de Caracas                                      | |
| Escena para cuatro personajes             | Eugène Ionesco                                                   | Basilio Álvarez - Juan Carlos Ogando         | 1986 | Colegio Champagnat de Caracas                                      | |
| Ha llegado un inspector                   | J. B. Priestley                                                  | Basilio Álvarez - Juan Carlos Ogando         | 1986 | Colegio Champagnat de Caracas                                      | |
| El Ladrón                                 | Basilio Álvarez                                                  | Roberto Gutiérrez                            | 1987 | Colegio Champagnat de Caracas                                      | |
| Aqui-les Presentamos                      | Aquiles Nazoa                                                    | Basilio Álvarez - Juan Carlos Ogando         | 1987 | Colegio Champagnat de Caracas                                      | |
| Dramoncillo                               | Max Aub                                                          | Roberto Gutiérrez                            | 1987 | Colegio Champagnat de Caracas                                      | |
| Los muertos las prefieren negras          | Andrés Eloy Blanco                                               | Basilio Álvarez - Juan Carlos Ogando         | 1988 | Colegio Champagnat de Caracas                                      | |
| El Principito                             | Saint-Exupery                                                    | Basilio Álvarez - Juan Carlos Ogando         | 1988 | Colegio Champagnat de Caracas                                      | |
| La Noche                                  | Basilio Álvarez - Antonio Martínez Picar                         | Basilio Álvarez - Juan Carlos Ogando         | 1989 | Colegio Champagnat de Caracas                                      | Premio a la mejor producción teatral del I Festival de teatro juvenil Porte Acero del Ateneo de Caracas. |
| Cuando estamos casados                    | J. B. Priestley                                                  | Basilio Álvarez - Juan Carlos Ogando         | 1990 | Colegio Champagnat de Caracas                                      | |
| Marcelino 200                             | Manuel González Gil - Basilio Álvarez                            | Basilio Álvarez - Juan Carlos Ogando         | 1990 | Colegio Champagnat de Caracas                                      | |
| Hechizo                                   | Basilio Álvarez                                                  | Basilio Álvarez - Juan Carlos Ogando         | 1992 | Colegio Champagnat de Caracas                                      | Premio Dramaturgia Juvenil Porte Acero del Ateneo de Caracas. |
| Las Habichuelas Mágicas                   | Basilio Álvarez                                                  | Basilio Álvarez                              | 1993 | Colegio Champagnat de Caracas                                      | |
| Sueño de una Noche de Verano              | William Shakespeare                                              | Basilio Álvarez                              | 1994 | Colegio Champagnat de Caracas                                      | -Premio a la mejor Producción, actor principal, actor y actriz de reparto, escenografía e iluminación teatral del IV Festival de teatro Juvenil Porte Acero del Ateneo de Caracas. -Premio a la mejor Producción Teatral del Festival Municipal de Caracas (Fundarte) |
| 1x1=1 pero 1+1=2                          | Lucía Quintero                                                   | Basilio Álvarez                              | 1995 | Colegio Champagnat de Caracas                                      | Premios a la mejor Producción y Dirección de la Muestra de Teatro para la Ciudad José Ángel Lamas. |
| Amoratado                                 | (Recopilación de textos)                                         | Basilio Álvarez                              | 1996 | Colegio Champagnat de Caracas                                      | |
| Paragualandia                             | Textos de Basilio Álvarez y otros autores                        | Basilio Álvarez                              | 1997 | Colegio Champagnat de Caracas                                      | |
| La Noche                                  | Basilio Álvarez - Antonio Martínez Picar                         | Armando Álvarez Esáa - Diego Moyano          | 1997 | Colegio Champagnat de Caracas                                      | - Premio a Mejor Espectáculo y Mejor Música en el Festival de Teatro Estudiantil José Ángel Porte Acero del Ateneo de Caracas |
| Proceso por la sombra de un burro         | Friederich Durrenmatt                                            | Armando Álvarez Esáa - Diego Moyano          | 1998 | Colegio Champagnat de Caracas                                      | - Premio a Mejor Actor en el Festival de Teatro Estudiantil José Ángel Porte Acero del Ateneo de Caracas |
| El Mago de Oz                             | Frank Baum                                                       | Armando Álvarez Esáa                         | 2000 | Colegio Champagnat de Caracas                                      | -Mejor Vestuario, Mejor Actor, Mejor Actor de reparto y Mejor Maquillaje del X Festival de Teatro Estudiantil Porte Acero del Ateneo de Caracas -Premio TIN al Mejor Vestuario -Mejor Actor y Mejor Maquillaje del I Festival CINATES                                 |
| Retablo Jovial                            | Alejandro Casona                                                 | Armando Álvarez Esáa                         | 2001 | Colegio Champagnat de Caracas                                      | Mejor Obra, Mejor Producción, Mejor Escenografía, Mejor Música Original, Mejor Actriz Principal, Mejor Actor Secundario en el XI Festival Teatro Estudiantil Porte Acero del Ateneo de Caracas                                                                        |
| Mi Estrella                               | Betty Scarcioffo                                                 | Betty Scarcioffo                             | 2002 | Colegio Santa Rosa de Lima de Caracas                              | |
| El Llamado de la Sangre                   | José Gabriel Nuñez                                               | Juan Carlos Ogando                           | 2002 | Grupo de Padres y Representantes del Colegio Champagnat de Caracas | |
| Pretexto: Verne                           | Basilio Álvarez, basado en textos de Julio Verne                 | Armando Álvarez Esáa                         | 2002 | Colegio Champagnat de Caracas                                      | |
| La leyenda de Robin Hood                  | Mauricio Kartun - Tito Lorefice                                  | Armando Álvarez Esáa                         | 2003 | Colegio Champagnat de Caracas                                      | Mejor Espectáculo y Mejor Escenografía en el IV Circuito de Teatro Estudiantil CINATES |
| No hay ladrón que por bien no venga       | Dario Fo                                                         | Armando Álvarez Esáa                         | 2003 | Grupo de Padres y Representantes del Colegio Champagnat de Caracas | |
| Tontos                                    | Neil Simon                                                       | Sara López Leonardi - Prakriti Maduro        | 2004 | Colegio Mater Salvatoris de Caracas                                | |
| Aquiles Nazoa Vol. 1                      | Aquiles Nazoa                                                    | Armando Álvarez Esáa                         | 2004 | Grupo de Padres y Representantes del Colegio Champagnat de Caracas | |
| Aquiles Nazoa Vol. 2                      | Aquiles Nazoa                                                    | Armando Álvarez Esáa                         | 2004 | Colegio Champagnat de Caracas                                      | |
| Se busca un culpable                      | Betty Scarcioffo                                                 | Betty Scarcioffo                             | 2004 | Colegio Santa Rosa de Lima de Caracas                              | |
| Degustación de Humor en Tres Platos       | Max Aub, Fernando Arrabal y Dario Fo                             | Armando Álvarez Esáa                         | 2005 | Grupo de Padres y Representantes del Colegio Champagnat de Caracas | |
| El Reino de Kibó                          | Betty Scarcioffo                                                 | Betty Scarcioffo                             | 2005 | Colegio Santa Rosa de Lima de Caracas                              | |
| Las Aventuras Subterráneas de Alicia      | Lewis Carroll - Versión de Prakriti Maduro                       | Sara López Leonardi - Prakriti Maduro        | 2005 | Colegio Mater Salvatoris de Caracas                                | |
| Esperpentópolis                           | Prakriti Maduro - Armando Álvarez Esáa                           | Armando Álvarez Esáa                         | 2005 | Colegio Champagnat de Caracas                                      | |
| La Noche                                  | Basilio Álvarez - Antonio Martínez Picar                         | Betty Scarcioffo                             | 2006 | Colegio Santa Rosa de Lima de Caracas                              | |
| El Principito                             | Antoine de Saint-Exupéry - Versión de Verónica Osorio            | Verónica Osorio                              | 2006 | Colegio Champagnat de Caracas                                      | |
| Retablo Jovial                            | Alejandro Casona - Basilio Álvarez                               | Armando Álvarez Esáa                         | 2006 | Trasnocho Cultural                                                 | |
| La Taberna de Leovigildo                  | Textos de Miguel de Cervantes, Pio Baroja y Armando Álvarez Esáa | Armando Álvarez Esáa                         | 2007 | Grupo de Padres y Representantes del Colegio Champagnat de Caracas | |
| La Sociedad de los Poetas Muertos         | Thomas H. Schulman                                               | Betty Scarcioffo                             | 2007 | Colegio Santa Rosa de Lima de Caracas                              | |
| Los Fantasiónicos de la Habitación        | Prakriti Maduro - Verónica Osorio                                | Verónica Osorio                              | 2007 | Colegio Champagnat de Caracas                                      | |
| Ser o no Ser - Shakespeares Apasionados   | Basilio Álvarez                                                  | Armando Álvarez Esáa                         | 2007 | Trasnocho Cultural                                                 | |
| Arsénico por compasión                    | Joseph Kesselring                                                | Basilio Álvarez                              | 2008 | Grupo de Padres y Representantes del Colegio Champagnat de Caracas | |
| La Verdadera Historia de las Brujas de Oz | Winnie Holzman - Versión de Betty Scarcioffo                     | Betty Scarcioffo                             | 2008 | Colegio Santa Rosa de Lima de Caracas                              | |
| Imagíname                                 | Alejandro Clavier                                                | Alejandro Clavier                            | 2008 | Colegio Champagnat de Caracas                                      | |
| ¡Mafiosical!                              | Basilio Álvarez - Armando Álvarez Esáa                           | Armando Álvarez Esáa                         | 2008 | Trasnocho Cultural                                                 | |
| El Juicio                                 | Daniel Dannery                                                   | Daniel Dannery                               | 2009 | Grupo de Padres y Representantes del Colegio Champagnat de Caracas | |
| Puro Cuento                               | Basilio Álvarez, basado en cuentos de los Hermanos Grimm         | Victoria Salomón - Naia Urresti              | 2009 | Colegio La Concepción Terrazas de Caracas                          | |
| Mute                                      | Alejandro Clavier                                                | Alejandro Clavier                            | 2009 | Colegio Champagnat de Caracas                                      | |
| ¿Quién es el Asesino de la Mansión Dupin? | Anais Alvarado, Daniel Dannery y Armando Álvarez Esáa            | Armando Álvarez Esáa                         | 2009 | Trasnocho Cultural                                                 | |
| Esperando la Carroza                      | Jacobo Langsner                                                  | Daniel Dannery                               | 2009 | Grupo de Padres y Representantes del Colegio Champagnat de Caracas | |
| Retazos                                   | Betty Scarcioffo                                                 | Victoria Salomón - Naia Urresti              | 2010 | Colegio La Concepción Terrazas de Caracas                          | |
| Ama Life´s market                         | Basado en The Flea Market de Alan Haehnel                        | Luis Fernando Silva - María Fernanda Padilla | 2010 | Colegio Champagnat de Caracas                                      | |
| Bromeo y Pirueta                          | Daniel Dannery                                                   | Armando Álvarez Esáa                         | 2010 | Trasnocho Cultural                                                 | |
| La Máquina de la Felicidad                | Daniel Dannery                                                   | Daniel Dannery                               | 2011 | Grupo de Padres y Representantes del Colegio Champagnat de Caracas | |
| El Insólito Viaje de los Inocentes        | César Rengifo                                                    | Sara López Leonardi                          | 2011 | Centro Cultural Chacao                                             | |
| No Ver para Creer                         | Victoria Salomón                                                 | Victoria Salomón - Naia Urresti              | 2011 | Colegio La Concepción Terrazas de Caracas                          | |
| La Cantante Calva                         | Eugène Ionesco                                                   | Daniel Dannery                               | 2011 | Universidad Monteávila                                             | |
| Tic Tac, Latidos del Corazón              | Basilio Álvarez                                                  | María Fernanda Padilla                       | 2011 | Colegio Champagnat de Caracas                                      | |
| El Silencioso Mundo de Ferdinand Louys    | Daniel Dannery                                                   | Armando Álvarez Esáa                         | 2011 | Trasnocho Cultural                                                 | |
| El caso de la mujer asesinadita           | Miguel Mihura - Álvaro de Laiglesia                              | Daniel Dannery                               | 2012 | Grupo de Padres y Representantes del Colegio Champagnat de Caracas | |
| Mujercitas                                | Louise May Alcott -Versión de Victoria Salomón                   | Victoria Salomón - Naia Urresti              | 2012 | Colegio La Concepción Terrazas de Caracas                          | |
| En el Bosque                              | Basilio Álvarez, inspirado en el musical Into the Woods          | Basilio Álvarez - Beatriz Mayz               | 2012 | Colegio Champagnat de Caracas                                      | |
| Spams                                     | Karin Valecillos                                                 | Armando Álvarez Esáa                         | 2012 | Trasnocho Cultural                                                 | |
| El Parque de los Locos                    | Jaime Cros                                                       | Lissy García                                 | 2013 | Grupo de Padres y Representantes del Colegio Champagnat de Caracas | |
| El Abanico                                | Carlo Goldoni                                                    | Sara López Leonardi                          | 2013 | Centro Cultural Chacao                                             | |
| La Noche                                  | Basilio Álvarez y Antonio Martínez Picar                         | Basilio Álvarez - Beatriz Mayz               | 2013 | Colegio Champagnat de Caracas                                      | |
| Cuatro Corazones con Freno y Marcha Atrás | Enrique Jardiel Poncela                                          | Lissy García                                 | 2014 | Grupo de Padres y Representantes del Colegio Champagnat de Caracas | |
| Hechizo                                   | Basilio Álvarez                                                  | Basilio Álvarez - Beatriz Mayz               | 2014 | Colegio Champagnat de Caracas                                      | |
| Cuadros en Construcción                   | Giannina Pavone, Alex Broum, Marianery Amín y Woody Allen        | Lissy García                                 | 2015 | Grupo de Padres y Representantes del Colegio Champagnat de Caracas | |
| Sueño de una Noche de Verano              | William Shakespeare -Versión de Basilio Álvarez                  | Sara López Leonardi                          | 2015 | Centro Cultural Chacao                                             | |
| Las Cosas más Sencillas                   | Aquiles Nazoa                                                    | Basilio Álvarez - Beatriz Mayz               | 2015 | Colegio Champagnat de Caracas                                      | |
| Showtime                                  | Javier Vidal Pradas                                              | Armando Álvarez Esáa                         | 2016 | Teatrex El Bosque                                                  | |
| Noche de Reyes                            | William Shakespeare                                              | Armando Álvarez Esáa                         | 2017 | Teatrex El Bosque                                                  | |
| Rebelión en la Granja                     | George Orwell - Versión de Daniel Dannery                        | Armando Álvarez Esáa                         | 2017 | Teatrex El Bosque                                                  | |
| El Médico a Palos                         | Molière                                                          | Sara López Leonardi                          | 2018 | Centro Cultural Chacao                                             | |
| La Conquista del Polo Sur                 | Manfred Karge - Versión de Basilio Álvarez                       | Basilio Álvarez - Beatriz Mayz               | 2018 | Colegio Champagnat de Caracas                                      | |
| Nuestra señora de las nubes               | Arístides Vargas                                                 | Armando Álvarez Esáa                         | 2018 | Teatrex El Bosque                                                  | |
| Bromeo y Pirueta                          | Daniel Dannery                                                   | Laura Machado y Sara Castaño                 | 2019 | Colegio Champagnat de Caracas                                      | |
| El Lado Oscuro del Corazón                | Eliseo Subiela - Versión de Armando Álvarez Esáa                 | Armando Álvarez Esáa                         | 2019 | Teatrex El Bosque                                                  | |

### Trabajos en línea
| Obra                              | Autor/a                                                   | Director/a                              | Año  | Reconocimientos |
| --------------------------------- | --------------------------------------------------------- | --------------------------------------- | ---- | --------------- |
| Guardando las distancias          | Grupo - Daniel Dannery - Basilio Álvarez                  | Armando Álvarez Esáa                    | 2020 |                 |
| La Luz de las Historias           | Armando Álvarez Esáa                                      | Armando Álvarez Esáa - Andreína Martín  | 2020 |                 |
| Puntos de Vista                   | Grupo - Daniel Dannery - Basilio Álvarez                  | Armando Álvarez Esáa                    | 2020 |                 |
| Pretexto: Verne                   | Basilio Álvarez                                           | Armando Álvarez Esáa - Andreína Martín  | 2020 |                 |
| Canción de Navidad                | Charles Dickens - Versión de Andreína Martín              | Armando Álvarez Esáa - Andreína Martín  | 2020 |                 |
| To Zoom or not to Zoom            | Guido Villamizar, basado en textos de William Shakespeare | Armando Álvarez Esáa - Guido Villamizar | 2020 |                 |
| Charlie y la Fábrica de Chocolate | Roald Dahl - Versión de Andreína Martín                   | Armando Álvarez Esáa - Andreína Martín  | 2021 |                 |
| ¡Cómo el Grinch robó la Navidad!  | Dr. Seuss - Versión de Andreína Martín                    | Armando Álvarez Esáa                    | 2021 |                 |

## Otros reconocimientos
- Premio Marco Antonio Ettedgui de Teatro para Basilio Álvarez. (1997)
- Orden Mérito al Trabajo Clase de Bronce para Basilio Álvarez. (1999)
- Orden Mérito al Trabajo en plata para Basilio Álvarez. (Rechazada públicamente por su desacuerdo con las políticas culturales del gobierno del presidente Hugo Rafael Chávez y su ministro de cultura Farruco Sesto) (2006)
- Orden Mérito al Trabajo en Plata para Iris Dubs actriz (2007)
- Orden Mérito al Trabajo en Plata para Juan Carlos Ogando (2007)
- Orden Municipalidad de Baruta por sus 30 años de trabajo a Basilio Álvarez (2009)
- Skena es clasificado como Apartado 2, Grupos Excepcionales por el Ministerio de la Cultura en el que se declara al Grupo teatral Skena como grupo de conducta perniciosa para la sociedad por sus diferencias políticas con el gobierno bolivariano del presidente Hugo Rafael Chávez Frías y por lo tanto es retirado del sistema de subsidios y apoyos culturales del Ministerio de cultura. (2009)